# Marjan Kandus
Marjan Kandus, slovenski košarkar, * 23. september 1932, Maribor, † november 2024.
Kandus je za Jugoslavijo nastopil na Poletnih olimpijskih igrah 1960 v Rimu, kjer je s košarkarsko reprezentanco osvojil šesto mesto. Kot član reprezentance je osvojil srebrno medaljo na Evropskem prvenstvu 1961. Bil je dolgoletni član KK Olimpija.